# Македонска граматика
Македонски језик је јужнословенски језик и службени језик у Македонији. Македонска граматика обухвата граматичка правила стандардног језика, правописа и правоговора.

## Гласовни систем
Гласовни систем македонског језика садржи 31 глас и сваки глас има свој графем, т. ј. један глас - једна графем. Македонско писмо је базирано на ћирилици: 
| Велика слова |   |   |   |   |   |   |   |   |   |   |   |   |   |   |   |   |   |   |   |   |   |   |   |   |   |   |   |   |   |   |
| А            | Б | В | Г | Д | Ѓ | Е | Ж | З | Ѕ | И | Ј | К | Л | Љ | М | Н | Њ | О | П | Р | С | Т | Ќ | У | Ф | Х | Ц | Ч | Џ | Ш |
| Мала слова   |   |   |   |   |   |   |   |   |   |   |   |   |   |   |   |   |   |   |   |   |   |   |   |   |   |   |   |   |   |   |
| а            | б | в | г | д | ѓ | е | ж | з | ѕ | и | ј | к | л | љ | м | н | њ | о | п | р | с | т | ќ | у | ф | х | ц | ч | џ | ш |

## Именице

### Члан
Члан македонског језика је постпозитивни, т. ј. делује као суфикс. Члан може бити само одређен. Карактеристично је што члан има три форме и једини је пример у славенским језицима где се опредељени члан може мењати по роду и броју.
- Члан -ов , -ва , -во итд. служи за одерђивање предмета у близини говорника: човеков / човеков (овај човек)

- Члан -он  итд.  служи за одређивање предмета удаљених од говорника: човекон / човекон (онај човек)

- Члан -от  итд.  служи за општу опредељеност, т. ј. за именице познате говорнику или саговорнику или општепознате именице.

Топонимима и личним именицама се не додају чланови.
|              | м. р јед. | м. р. мн. | ж. р. јед. | ж. р. мн. | с. р. јед. | с. р. мн. |
| ------------ | --------- | --------- | ---------- | --------- | ---------- | --------- |
| опредељеност | - от      | - те      | - та       | - те      | - то       | - та      |
| блиско       | - ов      | - ве      | - ва       | - ве      | - во       | - ва      |
| далеко       | - он      | - не      | - на       | - не      | - но       | - на      |

Примери:
- Јас го видов човекот. (именица „човек“ је позната за обоје и зато се користи опредељени члан)
- Јас го видов човекон. (именица „човек“ није у близини обоје говорника и зато се користи члан за даљину, што би на српском било „онај човек")
- Јас го видов човеков. (именица „човек“ је у близини обоје људи и зато се користи члан за близну, што би на српском било „овај човек")

## Заменице

### Личне заменице
Следећа табела представља све могуће форме личне заменице. Тако, македонски језик има основне личне заменице, те такође кратке и дуге форме директног и индиректног предмета. 
| број | лице и род | лице и род | основне форме | форме директног предмета | форме директног предмета | форме индиректног предмета | форме индиректног предмета |
|      |            |            |               | дуга                     | краћа                    | дуга                       | краћа                      |
| ---- | ---------- | ---------- | ------------- | ------------------------ | ------------------------ | -------------------------- | -------------------------- |
| јед. | I          | I          | јас           | мене                     | ме                       | мене                       | ми                         |
| јед. | II         | II         | ти            | тебе                     | те                       | тебе                       | ти                         |
| јед. | III        | мушки      | тој           | него                     | го                       | нему                       | му                         |
| јед. | III        | женски     | таа           | неа                      | ја                       | нејзе                      | ѝ                          |
| јед. | III        | средњи     | тоа           | него                     | го                       | нему                       | му                         |
| мн.  | I          | I          | ние           | нас                      | нè                       | нам                        | нѝ                         |
| мн.  | II         | II         | вие           | вас                      | ве                       | вам                        | ви                         |
| мн.  | III        | III        | тие           | нив                      | ги                       | ним                        | им                         |

## Модалне речи
Македонски језик користи модалне речи за:
- реалност, примери: сигурно, веројатно, се разбира, очигледно, навистина, можеби, неоспорно итд.
- емоционални однос, примери: белки, божем итд.
- однос, примери: значи, а пак; на пример, то ест, освен тоа, впрочем, најпосле итд.
- модални речни састав, примери: за среќа, за големо чудо, без сомнение итд.

## Речце (Партикуле)
Речце се користе за:
- истицање: и, пак, меѓутоа, просто, дури, барем, само;
- издвајање нечега: само, единствено, исклучиво, уште
- уједињење: исто, исто така итд.
- исказивање квантитета: речиси, скоро, токму, точно, одвај итд.
- опредељеност: баш, имено, токму итд.
- показивање: еве, ене, ете, на, ја, еве ти го итд.
- исказивање потврде: да
- исказивање негација: не, ни, нити, ниту
- несигурност (при питању): ли, дали, али, зар
- модалност: нека, да

## Видите такође
- Македонски језик
- Македонска азбука